# Jean-Marc Gaillard
Jean-Marc Gaillard, född den 7 oktober 1980, är en fransk före detta längdåkare som debuterade i världscupen 2001. Under sin karriär var han heltidsanställd idrottsman i statlig tjänst, anställd vid det franska tullverket. 2022 avslutade han karriären efter att ha åkt över 300 lopp i världscupen.

## Prestationer
Gaillard deltog vid Olympiska vinterspelen 2006 där han som bäst slutade på elfte plats på 50 km. Han har vidare deltagit vid tre världsmästerskap och som bäst slutat på sjunde plats vilket han gjorde på 50 km vid VM 2007. I världscupen har han en seger från tävlingar i tjeckiska Liberec där han vann en tävling på 15 km. I stafetten vid olympiska vinterspelen 2014 vann Gaillard brons tillsammans med Maurice Manificat, Robin Duvillard och Ivan Perrillat Boiteux.
Vid olympiska vinterspelen 2018 tog Gaillard ett lagbrons i långa stafetten. Gaillard åkte förstasträckan i det franska lag som försvarade sin bronsmedalj från OS i Sotji.